# کلئون
کلئون ( ‎/ˈkliːɒn, -ən/‎ ؛ یونانی باستان: Κλέων کلون ، یونانی باستان: [kléɔːn] درگذشت ۴۲۲ قبل از میلاد) یک استراتیگوس آتنی بود که در جنگ‌های پلوپونزی شرکت داشت. او نخستین نماینده‌ی برجسته‌ی طبقه‌ی بازرگانان در سیاست آتن بود، هرچند که خودش از اشراف به حساب می‌آمد. او به شدت مدافع استراتژی جنگ تهاجمی بود و از او به خاطر بی‌رحمی در اجرای سیاست‌هایش یاد می‌شود. او غالباً به صورت شخصیتی منفی توسط نویسندگانی همچون توسیدید و آریستوفان به تصویر کشیده می‌شود. توسیدید و آریستوفانِ کمدی‌نویس، هر در او را فریبکار، بی ادب و جنگ‌طلب نشان می‌دهند، هر چند هر دو با او مشکلاتی شخصی داشته‌اند.
کلئون پسر کلیینتوس بود.